# Francesco Carofiglio
Pour les articles homonymes, voir Carofiglio.
Œuvres principales
Ritorno nella valle degli angeli
Francesco Carofiglio, né le 4 juillet 1964 à Bari en Italie, est un illustrateur et écrivain italien.

## Biographie
Francesco Carofiglio est le fils de l'écrivaine Enza Buono et le frère du magistrat, homme politique et écrivain Gianrico Carofiglio. Après des études d'architecture à l'université de Florence, il travaille comme acteur (notamment avec le réalisateur Giorgio Albertazzi) et scénographe pour des expositions muséales et des créations de spectacles vivants. Il écrit également des scénarios pour le cinéma et la télévision.
Francesco Carofiglio publie son premier roman en 2005 et en collaboration avec son frère, illustre des romans graphiques. Il reçoit en 2010 le prix Stresa pour son roman Ritorno nella valle degli angeli.

## Œuvre littéraire
- With or Without You, éditions Rizzoli, 2005
- Cacciatori nelle tenebre (roman graphique) avec Gianrico Carofiglio, éd. Rizzoli, 2007
- L'estate del cane nero, éd. Marsilio, 2008
- Ritorno nella valle degli angeli, éd. Marsilio, 2009 – prix Stresa 2010
- Radiopirata, éd. Marsilio, 2011
- Wok, éd. Piemme, 2013
- La casa nel bosco avec Gianrico Carofiglio, éd. Rizzoli, 2014
- Voglio vivere una volta sola, éd. Piemme, 2014
- Una specie di felicità, éd. Piemme, 2016